# Pell City
Pell City este o municipalitate din Statele Unite ale Americii situată în comitatul St. Clair din statul Alabama.
Se află la o altitudine de 182 m deasupra nivelului mării. Are o suprafață de 71,573327 km² și 71,243609 km². Populația este de 12.939 locuitori, determinată în 1 aprilie 2020, prin Recensământul Statelor Unite ale Americii din 2020, recensământ.
Orașul Pell a fost fondat în 1890 de investitori în căile ferate și a fost numit după George Pell de la Compania Pell City Iron and Land, unul dintre susținătorii săi financiari. Orașul a fost încorporat pe 6 mai 1891, dar aproape că a eșuat în timpul Panicii din 1893.
Pell City a fost reînviat în 1902, când Sumter Cogswell a construit Pell City Manufacturing Company, care ulterior a devenit Avondale Mills, un reper major al orașului până când Thunder Enterprises, o companie din Tennessee, a cumpărat clădirea și a început să demonteze fabrica în 2008. Pe 14 februarie, 2008 a început un incendiu la moară. Incendiul a fost atât de mare încât a putut fi văzut de la ieșirea Chula Vista/Springville de pe Interstate 20 (I20). Turnul de apă a rămas, dar coșul de fum a fost distrus de muncitori după ce fisurarea cimentului l-a făcut un pericol.

## Alte proiecte
1. ↑  Recensământul Statelor Unite ale Americii din 2010, accesat în 9 iulie 2020
2. ↑  „Pell City” (în engleză). Encyclopedia of Alabama. Accesat în 5 iulie 2023.
3. ↑  „Pell City” (în engleză). Encyclopedia of Alabama. Accesat în 5 iulie 2023.